# Arneae
Arneae (łac. Diœcesis Arnætanus) – stolica historycznej diecezji w Cesarstwie Rzymskim (prowincja Licja), współcześnie w Turcji. Od 1933 katolickie biskupstwo tytularne, wakujące od 1970.

## Biskupi tytularni
| Lp. | Biskup              | Od                | Do                   |
| --- | ------------------- | ----------------- | -------------------- |
| 1   | Louis-Sylvain Robin | 28 listopada 1961 | 2 grudnia 1963       |
| 2   | Patrice Flynn       | 17 grudnia 1963   | 13 października 1970 |